# Sonate C-Dur für Violoncello und Klavier (Prokofjew)
Die Sonate C-Dur op. 119 für Violoncello und Klavier  ist ein kammermusikalisches Werk des russischen Komponisten Sergej Prokofjew von 1949 und entstand in enger Zusammenarbeit mit Mstislaw Rostropowitsch, dem Interpreten der Uraufführung.

## Entstehungsgeschichte
Prokofjew begegnete  Rostropowitsch erstmals 1948 anlässlich dessen Interpretation vom Prokofjews Violoncellokonzert im Kleinen Saal des Moskauer Konservatoriums. Ein Jahr später trafen sich die beiden wieder, als der Cellist Mjaskowskis neue Violoncello-Sonate vorstellte. Sogleich teilte Prokofjew Rostropowitsch mit, auch er komponiere eben eine Violoncello-Sonate, die fertigen Noten wolle er ihm bald zuschicken. Prokofjew lud den Cellisten auf das Landgut Nikolina-Gora ein; der Komponist wollte sein neues Werk mit Rostropowitsch durchspielen. So kam es, dass der Cellist Gelegenheit erhielt, beim Redigieren des Violoncello-Parts behilflich zu sein. Für den Klavierpart wünschte sich Prokofjew den Pianisten Swjatoslaw Richter. Nach Fertigstellung der Sonate C-Dur op. 119 für Violoncello und Klavier arbeitete Prokofjew mit Rostropowitsch an der Sinfonia concertante op. 125, am Concertino für Violoncello op. 132 und an einer Sonate für Violoncello solo; die beiden letzten Werke konnten aber wegen Prokofjews Tod nicht mehr fertiggestellt werden.
Den Entwurf der Sonate hatte Prokofjew bereits zwei Jahre zuvor begonnen; große Teile entstanden im Frühjahr 1949 auf Nikolina-Gora. Gewidmet war das Werk dem Musiker Lewon Atowmjan, der sich durch die Anfertigung zahlreicher Klavierauszüge für das Schaffen Prokofjews eingesetzt hatte. Vor der ersten öffentlichen Aufführung des Werks gab es mehrere inoffizielle Aufführungen, deren Interpreten immer Rostropowitsch und Richter waren; im Juni 1949 wurde die Sonate im Komitee für Kunstangelegenheiten, am 27. September im Sekretariat des Verbandes sowjetischer Komponisten und am 6. Dezember vor dem dritten geschlossenen Plenum des Vorstandes des Komponistenverbands der UdSSR gespielt. Die öffentliche Uraufführung fand am 1. März 1950 im Kleinen Saal des Moskauer Konservatoriums statt, allerdings ohne Prokofjew, dessen Gesundheitszustand sich stark verschlechtert hatte. Seitens der offiziellen Kritik wurde die Sonate sehr wohlwollend aufgenommen; Mjaskowski hielt sie für „ein erstklassiges, erstaunliches Werk.“ Auch im Ausland erlebte die Sonate Aufführungen durch Gregor Piatigorsky und Raja Garbusowa (1907–1998).

## Musik
Prokofjews Sonate C-Dur op. 119 für Violoncello und Klavier ist „ein lyrisches Werk. Keine sogenannten Barbarismen ertönen, sondern eher verträumte Partien von verhaltenem Lyrismus, dem warmen Timbre des Violoncellos angemessen. Der dialogisierende Klavierpart ist immer gleichberechtigt eingesetzt. In den drei Sätzen des Werks liegen dem ersten (Andante Grave – Moderato Animato) und dem dritten Satz (Allegro, ma non troppo) ruhige und lyrische Stimmungen zugrunde, der zweite Satz (Moderato – Andante dolce) hebt sich durch seine heitere Ausgelassenheit ab. Weniger motivisch-thematische Entwicklungen sind für die Sonate bezeichnend als vielmehr das schier unerschöpfliche Anhäufen neuer Melodien.“ Ungewöhnlich war das Werk auch, was die Tempi betrifft, „mit einem allmählichen Anwachsen des Tempos vom langsamen ersten bis zum schnellen letzten Satz. Der erste, ein Andante grave, ist erfüllt von weiten epischen Themen, die in allen Stimmlagen des Cellos erklingen. […] Der zweite Satz Moderato basiert auf einem der anziehendsten Themen im Werk Prokofjews; […] es hat die Gestalt einer typischen Musik für Kinder (wie in Peter und der Wolf oder der Kindermusik) und ist […] voller Verschmitztheit, Frische und bezaubernder Einfachheit. […] Der dritte Satz Allegro ma non troppo geht, ungeachtet des bewegtesten Tempos im Zyklus der Sonate, nicht zur traditionellen Motorik über, sondern setzt den im ersten Satz begonnenen weiten Gesang fort.“